# ان‌بی‌سی یونیورسال ژاپن
ان‌بی‌سی یونیورسال ژاپن (انگلیسی: NBCUniversal Japan) شرکت رسانه‌ای ژاپنی است، که در سال ۱۹۸۱ تأسیس شد.